# Rit (Kroatië)
Rit is een plaats in de gemeente Lukač in de Kroatische provincie Virovitica-Podravina. De plaats telt 63 inwoners (2001).
Voor 1920 was het dorpje onderdeel van de Hongaarstalige zuidoever van de rivier de Drava, in 1910 verklaarde 69% van de bevolking Hongaars te zijn tijdens de volkstelling.